# Школа № 2107
Школа № 1215 имени Ромена Роллана — государственное образовательное учреждение средняя общеобразовательная школа с углубленным изучением иностранного языка № 1215 имени Ромена Роллана, расположенная в Мещанском районе города Москвы. Первая в России школа с углублённым изучением французского языка. С 2014 года — структурное подразделение школы № 2107.

## История
3 сентября 1949 года был издан приказ по Московскому городскому отделу народного образования № 01/304 от 03 сентября 1949 года, согласно которому во исполнение решения Исполкома Московского Совета депутатов трудящихся от 18 августа 1949 года за № 40/49 Мужская средняя школа № 236 Дзержинского района преобразована в Мужскую специальную среднюю школу № 2 Мосгороно с преподаванием ряда предметов на французском языке. Директором был назначен Г. И. Суворов. Это была первая в СССР французская спецшкола.
В 1956 году школа переехала в новое здание на Больничном переулке (дом 4). На момент переезда именовалась Средней школой № 2 с изучением ряда предметов на французском языке. Новое здание школы являлось блочным и имело 5 этажей. Школа была построена по проекту Т-2
В 1961 году в школе открылся музей французского сопротивления и участия в нём советских людей.
5 мая 1966 года Московский городской совет депутатов трудящихся принял решение № 12/15 от 05.05.1966, согласно которому школа была переименована в Московскую среднюю общеобразовательную трудовую политехническую школу № 2 имени Ромена Роллана. Это решение было принято в связи с официальным визитом жены Ромена Роллана — Марии Кювилье.
На базе школы проводились семинары для учителей французского языка школ с углублённым изучением французского языка. Учителя школы были авторами программ и школьных учебников.
29 декабря 1987 года согласно приказу Главного управления народного образования № 541 от 29.12.1987 года в соответствии с распоряжением Исполкома Моссовета № 3059-р от 19.11.1987 школа получила новый номер и стала именоваться Средней общеобразовательной школой № 1215 с углубленным изучением иностранного языка.
В 1992 году школа вместе с французским лицеем имени Жоашена дю Белле стала основателем Ассоциации Европейских лицеев «Horizon».
В школе было организовано движение «Дорогою добра», в рамках которого проводились различные благотворительные мероприятия.
1 апреля 2014 года в рамках реформы московского образования произошло объединение школы № 1215 с несколькими другими школами и детскими садами в образовательный комплекс ГБОУ СОШ № 2107 города Москвы на правах структурного подразделения.

## Образование
Изучение французского языка в школе начинается с первого класса, английский изучают с пятого класса. Школа сотрудничает с Высшей школой экономики и Государственным университетом нефти и газа.